# ساندي باول
ساندي باول (بالإنجليزية: Sandy Powell)‏ (و. 1960 – م) هي مصممة أزياء تقليدية، من المملكة المتحدة، ولدت في لندن.

## التعليم
تعلمت في كلية القديس مارتن للفنون ‏.

## جوائز وترشيحات
حصلت على جوائز منها:
- نيشان الامبراطورية البريطانية من رتبة ضابط
- جائزة الأوسكار لأفضل تصميم ملابس، عن عمل: الطيار
- جائزة الأوسكار لأفضل تصميم ملابس، عن عمل: شكسبير عاشقا
- جائزة الأوسكار لأفضل تصميم ملابس، عن عمل: فيكتوريا الصغيرة.

ترشحت لـ:
- جائزة الأوسكار لأفضل تصميم ملابس، عن عمل: كارول
- جائزة الأوسكار لأفضل تصميم ملابس، عن عمل: الطيار
- جائزة الأوسكار لأفضل تصميم ملابس، عن عمل: عصابات نيويورك
- جائزة الأوسكار لأفضل تصميم ملابس، عن عمل: السيدة هندرسن تقدم (فيلم)
- جائزة الأوسكار لأفضل تصميم ملابس، عن عمل: فيكتوريا الصغيرة
- جائزة الأوسكار لأفضل تصميم ملابس، عن عمل: The Tempest (2010 film) [الإنجليزية]‏
- جائزة الأوسكار لأفضل تصميم ملابس، عن عمل: منجم ذهب مخملي
- جائزة الأوسكار لأفضل تصميم ملابس، عن عمل: أجنحة الحمامة
- جائزة الأوسكار لأفضل تصميم ملابس، عن عمل: شكسبير عاشقا
- جائزة الأوسكار لأفضل تصميم ملابس، عن عمل: سندريلا
- جائزة الأوسكار لأفضل تصميم ملابس، عن عمل: Orlando (film) [الإنجليزية]‏
- جائزة الأوسكار لأفضل تصميم ملابس، عن عمل: هيوغو.

## وصلات خارجية
- ساندي باول على موقع IMDb (الإنجليزية)
- ساندي باول على موقع قاعدة بيانات الفيلم (الإنجليزية)